# نادي تارانتو كراس لكرة السلة
نادي تارانتو كراس لكرة السلة (بالإيطالية: Taranto Cras Basket)‏ هو فريق كرة سلة إيطالي للسيدات تأسس عام 1961 يقع مقره في تارانتو. ينافس في الدوري الإيطالي لكرة السلة للسيدات.

## الإنجازات
- الدوري الإيطالي لكرة السلة للسيدات
  - 2003، 2009، 2010، 2012
- كأس السوبر الإيطالية لكرة السلة للسيدات
  - 2003، 2009، 2010

## وصلات خارجية
- الموقع الرسمي